# Parafia Świętych Apostołów Piotra i Pawła w Andelsbuch
Parafia Świętych Apostołów Piotra i Pawła w Andelsbuch – parafia rzymskokatolicka, administracyjnie należąca do austriackiej diecezji Feldkirch. 

## Historia parafii

### Błogosławiony Diedo
Początek istnienia parafii jest związany z pustelnikiem Diedo, który mieszkał w  rejonie Andelsbuch i zmarł tu w 1080 roku. Jego rodzeństwem byli błogosławiona Iga i bł. Merbot. Wkrótce po śmierci nad grobem Diedo został zbudowany mały kościół. Podczas przebudowy i remontu kościoła parafialnego w 1973 roku znaleziono miejsce pochówku, jak się okazało w kolejnych badaniach - błogosławionego Diedo. 21 marca 1973 roku - relikwie zostały przeniesione i ponownie pochowane w nowym ołtarzu. W latach 2000/2001 błogosławiony Diedo został pochowany w osi kościoła.

### Klasztor benedyktynów i powstanie parafii
W latach 1086–1092 istniał tu klasztor benedyktynów. Jednak z powodu położenia podjęto decyzję o jego przeniesieniu do Mehrerau koło Bregencji. Już w połowie XII wieku Andelsbuch został podniesiony godności parafii. Jest to najstarsza parafia na terenie dolnego Bregenzerwald. W  liście papieża Honoriusza III z 1223 roku parafia Andelsbuch wraz z Lingenau jest wymieniona jako należąca do Mehrerau.

### Kościół św. Piotra i Pawła
W połowie XV wieku stary kościół został prawdopodobnie zniszczony przez pożar. W 1468 (lub 1488) kościół odbudowano. Jako budulca użyto kamienia. Na początku XVIII wieku podjęto decyzję o budowie nowego kościoła. Zlecenie jego budowy otrzymał mistrz Ignaz Beer, urodzony w Au. 6 maja 1728 kościół parafialny został poświęcony przez Franza Johanna Antona, biskupa pomocniczego i wikariusza generalnego biskupa Konstancji. W wyniku rozbudowy w 1862 roku kościół przedłużono o siedem metrów i dodano czwarte okno po każdej stronie nawy. Zmieniono wtedy wystrój kościoła na neogotycki. W XX wieku po Soborze watykańskim II w związku ze zmianami w liturgii w kościele zostały przeprowadzone kolejne zmiany.

## Działalność parafii
Na terenie parafii istnieje Rada Parafialna, która jest organem zarządzającym odpowiedzialnym za życie i rozwój parafii. 